# Ленинский район (Челябинск)
Ле́нинский райо́н — один из семи внутригородских районов города Челябинска. Строился в 30—40-е годы XX века вместе с промышленными гигантами города, самый первый возникший район Челябинска из ныне существующих. В настоящее время третий по численности населения и по площади район города.

## География
Район расположен в юго-восточной части города и граничит на западе с Советским, а на севере с Тракторозаводским районами. Доступ в него из других районов города осложнён тем, что с запада и севера его отделяет от остальных частей города железная дорога. Доступность района значительно улучшилась после строительства в конце XX века путепровода через железнодорожные пути в районе железнодорожного вокзала. С юго-запада район ограничивает некогда чистейшее и солёное, а сейчас загрязнённое и опреснённое озеро Смолино. На востоке район граничит с городом-спутником Челябинска Копейском. Центральной улицей района является улица Гагарина. В районе находится крупный медицинский городок: городская больница № 9, кинотеатр «Аврора». В центре района находился большой, более 50 гектар, лесопарк, оставшийся от опытного плодово-ягодного участка Челябинской плодово-ягодной станции (ныне Южно-Уральский научно-исследовательский институт садоводства и картофелеводства — филиал Уральского федерального аграрного научно-исследовательского центра УрО РАН), в свою очередь разбитого на месте бывшей монастырской заимки (объект культурного наследия «Монастырская заимка «Плодушка»). В 2016 году рядом с этим местом был построен жилищный комплекс Ленинские высотки. В 2017 году «Плодушка» была принята в муниципальную собственность. Специалисты Челябинского государственного университета разработали проект благоустройства «Плодушки». Он предусматривает на этом месте три составляющих: церковную, в которую войдёт храм, научную с музеем селекции плодовых культур, дендропарком и рекреационную с местами для отдыха горожан.

## История
3 ноября 1935 года городские власти приняли решение об образовании трёх районов: Ленинского, Сталинского (ныне Центральный) и Кировского. Границы между районами были установлены 17 ноября. Изначально район включал территории ЧТЗ, «Станкостроя», газохимкомбината, ТЭЦ, жилые участки при этих предприятиях, район Порт-Артура, а также озеро Смолино. Население района составляло 125 тысяч человек. В январе 1937 года завод им. Сталина со всеми учреждениями и рабочим посёлком был передан в новообразованный Тракторозаводский район. Одновременно из Кировского района к Ленинскому перешли завод им. Колющенко и железнодорожная станция Челябинск-Главный. В октябре 1940 года принято решение о разукрупнении Ленинского района и изменении границ Советского и Кировского районов, в результате западная часть района вместе с заводом им. Колющенко и железнодорожным узлом Челябинска переданы обратно Кировскому району. Границы района изменялись в 1944 году в связи с образованием Железнодорожного района и в 1960 году после его упразднения. Последнее изменение границ Ленинского района утверждено 14 апреля 1999 года.

## Образование
В районе расположено 75 муниципальных образовательных учреждений:
- 2 лицея (№№ 37, 77),
- 2 гимназии (№№ 76, 100),
- 16 средних общеобразовательных школ, (из них 4 школы имеют филиалы: №№ 32, 75, 130, 55),
- 1 учреждение специального (коррекционного) образования (МБСКОУ «С(К)ОШ № 60»),
- 1 центр психолого-педагогического развития и коррекции,
- 1 межшкольный учебный комбинат,
- 1 учреждение дополнительного образования (МБУДОД «ДЮЦ»),
- 2 детские музыкальные школы искусств (№№ 4, 6),
- 52 дошкольных образовательных учреждения: 13 детских садов — центров развития ребёнка, 37 детских садов второй категории, 2 учреждения третьей категории.

В районе находится 8 учреждений различного уровня профессионального образования: учреждения среднего профессионального образования, Южно-Уральский государственный технический колледж (филиал), Челябинский государственный промышленно-гуманитарный техникум им. А. В. Яковлева, Челябинский техникум промышленности и городского хозяйства им. Я. П. Осадчего, 2 учреждения высшего профессионального образования: Уральский филиал Российского государственного университета правосудия, Челябинский государственный университет (факультет экологии).

## Здравоохранение
Здравоохранение Ленинского района представлено 11 лечебно-профилактическими учреждениями: 3 многопрофильные больницы (ГБУЗ «ОКБ № 2», ГБУЗ «ГКБ № 9 г. Челябинск», МБУЗ «ГКБ № 11 г. Челябинск»), противотуберкулезный диспансер, стоматологическая поликлиника, поликлиническое отделение областного кожно-венерологического диспансера, 2 детские поликлиники, городская поликлиника № 13, детский санаторий, детский центр восстановительной медицины и реабилитации.

## Памятники
- Мемориал «Трудящимся завода С. Орджоникидзе» в сквере Защитников Отечества

- Памятник В. М. Бехтереву (1970-е гг.),
- Памятник Н. И. Пирогову (1970-е гг.),
- Памятник Н. И. Кузнецову (30 мая 1977 г.),
- Памятник Я. П. Осадчему (15 июля 2005 г.).
- Памятник «Танк (ИСУ-152)» (5 ноября 1999 г.)
- Памятник «БМД-1» (9 июля 2004 г.),
- Мемориальный комплекс памяти трудящихся завода им. С. Орджоникидзе (1985 г.),
- Памятник Серго Орджоникидзе,
- Памятник Зое Космодемьянской,
- Памятник Аркадию Гайдару (1976),
- Памятник малолетним узникам фашистских концлагерей (2006 г.)

## Культовые сооружения Ленинского района
- Храм в честь иконы Божией Матери «Утоли Моя печали»;
- Храм в честь иконы Божией Матери «Всех скорбящих радость».

## Население
| 1959     | 1970     | 1979     | 1989     | 2002     | 2005     | 2006     |
| -------- | -------- | -------- | -------- | -------- | -------- | -------- |
| 115 520  | ↗174 559 | ↗194 958 | ↗206 904 | ↘190 350 | ↘185 410 | ↗185 879 |
| 2007     | 2008     | 2009     | 2010     | 2011     | 2012     | 2013     |
| ↗186 839 | ↗187 414 | ↘185 335 | ↗189 816 | ↘189 675 | ↘189 203 | ↘188 860 |
| 2014     | 2015     | 2016     | 2017     | 2018     | 2019     | 2020     |
| ↗188 978 | ↗190 472 | ↗190 541 | ↗191 288 | ↗192 624 | ↘192 482 | ↘191 116 |
| 2021     | 2023     |          |          |          |          |          |
| ↘190 549 | ↘187 977 |          |          |          |          |          |

## Основные улицы
Ленинский район окружен кольцом из четырёх главных улиц: Копейское шоссе, Гагарина, Новороссийская и Машиностроителей.
- Гагарина (до 1961 года — Строителей),
- Новороссийская,
- Копейское шоссе соединяет выезд на Копейск с автодорогой «Меридиан» и проспектом Ленина (один из выездов Ленинского района в остальную часть города под железнодорожными путепроводами.
- Машиностроителей,
- Агалакова,
- Масленникова,
- Гончаренко.
- Улица Дзержинского через путепровод над железнодорожными путями станции Челябинск-Главный соединяет Ленинский район с улицами Доватора и Степана Разина в Советском районе.
- Днепровская,
- Лизы Чайкиной,
- Стахановцев,
- Барбюса,
- Шота Руставели,
- Харлова (до 1968 года — Дорожная),
- Енисейская,
- Фрунзе,
- Энергетиков.

## Экономика

### Крупные предприятия
- Челябинский механический завод,
- Челябинский завод металлоконструкций (ЧЗМК),
- Индустриальный парк «Станкомаш» (бывший завод «Станкомаш»),
- Научно-производственное объединение «Электромашина» (ЗЭМ),
- Челябинский кузнечно-прессовый завод (ЧКПЗ),
- Челябинский трубопрокатный завод (ЧТПЗ),
- АО «Сигнал»
- Челябинский завод технологической оснастки,
- ТЭЦ-1.

### Развлекательные комплексы
- ДК энергетиков,
- ДК «Станкомаш»,
- ДК ЧТПЗ,
- ТРЦ «Алмаз»,
- ТРК «Аврора».

## Экология
На территории района расположено много стационарных источников загрязнения воздуха. К основным таким источникам относится ЧТПЗ, ТЭЦ-1 и ЧКПЗ. Также сильно загрязнено озеро Смолино где превышено содержание тяжелых металлов и других вредных веществ. Содержание вредных веществ, вызванное антропогенным воздействием, превышает пределы допустимых значений в 3—8 раз. В воды озера со сточными сливами попадают нефтепродукты, тяжелые металлы, органические вещества.